# Tcho-Tcho
Les Tcho-Tcho, ou peuple Tcho-Tcho, constituent un peuple de fiction de l'univers du mythe de Cthulhu. Créés par l'écrivain August Derleth, ils apparaissent ou sont mentionnés dans différentes nouvelles.

## Description
Ethnie humaine, probablement issue du Plateau de Leng, dans les montagnes tibétaines, les Tcho-Tcho ont essaimé à travers toute l'Asie au cours des millénaires. Leurs divinités tutélaires comptent aussi bien Chaugnar Faugn, que Cthulhu, Shugoran ou Hastur. Leur diaspora a contribué à la multiplication des cultes révérant les Grands Anciens sur l'ensemble du continent asiatique. Derleth ne fait que les évoquer, mais T. E. D. Klein dans sa nouvelle L'homme noir à la trompe (Black Man with a Horn (en)), les imagine comme un groupe d'assassins fanatiques au service des Grands Anciens et susceptibles de frapper un éventuel « profanateur » n'importe où sur le globe.